# Emilio Soriano Aladrén
Emilio Soriano Aladrén (Zaragoza, 1945. október 29. –) spanyol nemzetközi labdarúgó-játékvezető. Polgári foglalkozása: kereskedelmi ügynök.

## Pályafutása

### Nemzeti játékvezetés
A játékvezetői vizsgát 1964-ben tette le. A küldési gyakorlat szerint rendszeres partbírói tevékenységet is végzett. 1976-ban lett az I. Liga játékvezetője. A nemzeti játékvezetéstől 1992-ben vonult vissza. Bajnoki mérkőzéseinek száma: 183

#### Nemzeti kupamérkőzések
Vezetett kupadöntők száma: 1.

##### Spanyol labdarúgó-szuperkupa
A Spanyol Labdarúgó-szövetség JB szakmai felkészültségének elismeréseként megbízta a döntő mérkőzés irányításával.
| Időpont            | Helyszín                    | Mérkőzés típusa         | Mérkőzés                     | Eredmény | Nézők száma |
| ------------------ | --------------------------- | ----------------------- | ---------------------------- | -------- | ----------- |
| 1983. november 30. | Camp Nou Stadion, Barcelona | döntő második találkozó | FC Barcelona–Athletic Bilbao | 0 : 1    | 18 000      |

### Nemzetközi játékvezetés
A Spanyol labdarúgó-szövetség Játékvezető Bizottsága (JB) terjesztette fel nemzetközi játékvezetőnek, a Nemzetközi Labdarúgó-szövetség (FIFA) 1978-tól tartotta nyilván bírói keretében. A FIFA JB központi nyelvei közül a spanyolt beszéli. Több válogatott és nemzetközi klubmérkőzést vezetett, vagy működő társának partbíróként segített. A spanyol nemzetközi játékvezetők rangsorában, a világbajnokság-Európa-bajnokság sorrendjében többedmagával a 6. helyet foglalja el 10 találkozó szolgálatával. Európai-kupamérkőzések irányítójaként az örök ranglistán többedmagával a 68. helyet foglalja el 31 találkozó vezetésével. A nemzetközi játékvezetéstől 1992-ben vonult vissza. Válogatott mérkőzéseinek száma: 16.

#### Labdarúgó-világbajnokság

##### U20-as labdarúgó-világbajnokság
Két ifjúsági világbajnoki döntőhöz vezető úton Ausztráliába a 3., az 1981-es ifjúsági labdarúgó-világbajnokságra, illetve Chilébe a 6., az 1987-es ifjúsági labdarúgó-világbajnokságra a FIFA JB bírói szolgálatra alkalmazta.

###### 1981-es ifjúsági labdarúgó-világbajnokság
| Időpont          | Helyszín                    | Mérkőzés típusa              | Mérkőzés                 | Eredmény | Nézők száma |
| ---------------- | --------------------------- | ---------------------------- | ------------------------ | -------- | ----------- |
| 1981. október 3. | Lang Park Stadion, Brisbane | csoportmérkőzés (A. csoport) | Egyesült Államok–Uruguay | 0 : 3    | 17 200      |

###### 1987-es ifjúsági labdarúgó-világbajnokság
| Időpont           | Helyszín                            | Mérkőzés típusa              | Mérkőzés             | Eredmény | Nézők száma |
| ----------------- | ----------------------------------- | ---------------------------- | -------------------- | -------- | ----------- |
| 1987. október 17. | Központi Stadion, Santiago de Chile | csoportmérkőzés (A. csoport) | Chile–Ausztrália     | 2 : 0    | 75 000      |
| 1987. október 21. | Központi Stadion, Santiago de Chile | negyeddöntő                  | Jugoszlávia–Brazília | 2 : 1    | 60 000      |

---
Három világbajnoki döntőhöz vezető úton Spanyolországba a XII., az 1982-es labdarúgó-világbajnokságra, Mexikóba a XIII., az 1986-os labdarúgó-világbajnokságra, illetve Olaszországba a XIV., az 1990-es labdarúgó-világbajnokságra a FIFA JB játékvezetőként alkalmazta. 
1982-ben a játékvezetők biztonsági tartalékja lehetett. A FIFA JB elvárása szerint, ha nem vezetett, akkor partbíróként tevékenykedett. 1982-ben három csoportmérkőzésen egyes számú besorolást kapott, játékvezetői sérülés esetén továbbvezethette volna a találkozót. 1990-ben egy csoportmérkőzésen egyes számú besorolást kapott. Világbajnokságon vezetett mérkőzéseinek száma: 1 + 4 (partbíró)

##### 1986-os labdarúgó-világbajnokság

###### Selejtező mérkőzés
| Időpont              | Helyszín               | Mérkőzés típusa           | Mérkőzés       | Eredmény | Nézők száma |
| -------------------- | ---------------------- | ------------------------- | -------------- | -------- | ----------- |
| 1985. szeptember 11. | Wankdorf Stadion, Bern | előselejtező (6. csoport) | Svájc–Írország | 0 : 0    | 24 000      |

##### 1990-es labdarúgó-világbajnokság

###### Selejtező mérkőzés
| Időpont           | Helyszín                 | Mérkőzés típusa           | Mérkőzés              | Eredmény | Nézők száma |
| ----------------- | ------------------------ | ------------------------- | --------------------- | -------- | ----------- |
| 1988. október 22. | Makario Stadion, Nicosia | előselejtező (5. csoport) | Ciprus–Franciaország  | 1 : 1    | 2 700       |
| 1989. április 29. | Heysel Stadion, Brüsszel | előselejtező (7. csoport) | Belgium–Csehszlovákia | 2 : 1    | 34 612      |
| 1989. október 11  | Śląski Stadion, Chorzów  | előselejtező (2. csoport) | Lengyelország–Anglia  | 0 : 0    | 32 423      |

###### Világbajnoki mérkőzés
| Időpont          | Helyszín                        | Mérkőzés típusa              | Mérkőzés           | Eredmény | Nézők száma |
| ---------------- | ------------------------------- | ---------------------------- | ------------------ | -------- | ----------- |
| 1990. június 12. | Della Favorita Stadion, Palermo | csoportmérkőzés (F. csoport) | Hollandia–Egyiptom | 1 : 1    | 34 000      |

#### Labdarúgó-Európa-bajnokság
Az európai-labdarúgó torna döntőjéhez vezető úton Német Szövetségi Köztársaságba a VIII., az 1988-as labdarúgó-Európa-bajnokságra valamint Svédországban rendezték a IX., az 1992-es labdarúgó-Európa-bajnokság az UEFA JB játékvezetőként foglalkoztatta.

##### 1988-as labdarúgó-Európa-bajnokság

###### Selejtező mérkőzés
| Időpont           | Helyszín                      | Mérkőzés típusa           | Mérkőzés                  | Eredmény | Nézők száma |
| ----------------- | ----------------------------- | ------------------------- | ------------------------- | -------- | ----------- |
| 1986. október 15. | Lecha Stadion, Poznań         | előselejtező (5. csoport) | Lengyelország–Görögország | 2 : 1    | 30 000      |
| 1987. április 1.  | Windsor Park Stadion, Belfast | előselejtező (4. csoport) | Észak-Írország–Anglia     | 0 : 2    | 20 568      |

###### Európa-bajnoki mérkőzés
| Időpont         | Helyszín                        | Mérkőzés típusa              | Mérkőzés             | Eredmény | Nézők száma |
| --------------- | ------------------------------- | ---------------------------- | -------------------- | -------- | ----------- |
| 1988. június 15 | Niedersachsen Stadion, Hannover | csoportmérkőzés (B. csoport) | Írország–Szovjetunió | 1 : 1    | 38 308      |

##### 1992-es labdarúgó-Európa-bajnokság

###### Selejtező mérkőzés
| Időpont           | Helyszín                      | Mérkőzés típusa           | Mérkőzés      | Eredmény | Nézők száma |
| ----------------- | ----------------------------- | ------------------------- | ------------- | -------- | ----------- |
| 1991. március 27. | Parc Astrid Stadion, Brüsszel | előselejtező (5. csoport) | Belgium–Wales | 1 : 1    | 25 000      |

###### Európa-bajnoki mérkőzés
| Időpont          | Helyszín                     | Mérkőzés típusa | Mérkőzés        | Eredmény | Nézők száma |
| ---------------- | ---------------------------- | --------------- | --------------- | -------- | ----------- |
| 1992. június 22. | Nya Ullevi Stadion, Göteborg | negyeddöntő     | Dánia–Hollandia | 2 : 2    | 37 450      |

#### Nemzetközi kupamérkőzések
Vezetett kupadöntők száma: 1.

##### UEFA-kupa
Az Európai Labdarúgó-szövetség (UEFA) Játékvezető Bizottsága nemzetközi szakmai munkájának elismeréseként felkérte a döntő koordinálására.
| Időpont        | Helyszín                 | Mérkőzés típusa      | Mérkőzés                | Eredmény | Nézők száma |
| -------------- | ------------------------ | -------------------- | ----------------------- | -------- | ----------- |
| 1990. május 2. | Comunale Stadion, Torino | első döntő találkozó | Juventus–ACF Fiorentina | 3 : 1    | 47 519      |

## Szakmai sikerek
Az IFFHS (International Federation of Football History & Statistics) 1987-2011 évadokról tartott nemzetközi szavazásán 151, játékvezető besorolásával minden idők 71, legjobb bírójának rangsorolta, holtversenyben Arnaldo Coelho,  Nicola Rizzoli társaságában. A 2008-as szavazáshoz képest 3 pozíciót hátrább lépett.

## Külső hivatkozások
- Emilio Soriano Aladren. World Referee. [2016. március 30-i dátummal az eredetiből archiválva]. (Hozzáférés: 2011. március 2.)
- Emilio Soriano Aladren. footballzz.com. (Hozzáférés: 2014. augusztus 20.)
- Emilio Soriano Aladren. footballdatabase.eu. (Hozzáférés: 2011. március 2.)
- Emilio Soriano Aladren. scoreshelf.com. [2016. március 10-i dátummal az eredetiből archiválva]. (Hozzáférés: 2011. március 2.)
- Emilio Soriano Aladren. viswiki.com. (Hozzáférés: 2011. március 2.)

| Elődje: García de Loza | Spanyol labdarúgó-szuperkupa döntő 1983 | Utódja: Marín López |